# Prophetstown
Prophetstown é uma cidade localizada no estado americano de Illinois, no Condado de Whiteside.

## Demografia
Segundo o censo americano de 2000, a sua população era de 2023 habitantes.
Em 2006, foi estimada uma população de 1952, um decréscimo de 71 (-3.5%).

## Geografia
De acordo com o United States Census Bureau tem uma área de
3,6 km², dos quais 3,5 km² cobertos por terra e 0,1 km² cobertos por água. Prophetstown localiza-se a aproximadamente 187 m acima do nível do mar.

## Localidades na vizinhança
O diagrama seguinte representa as localidades num raio de 20 km ao redor de Prophetstown.